# Montagu Love
Montagu Love (Portsmouth (Anglaterra), 15 de març de 1877– Beverly Hills (Califòrnia), 17 de maig de 1943) va ser un actor teatral i cinematogràfic actiu durant tres dècades i popular durant l’època del cinema mut.

## Biografia

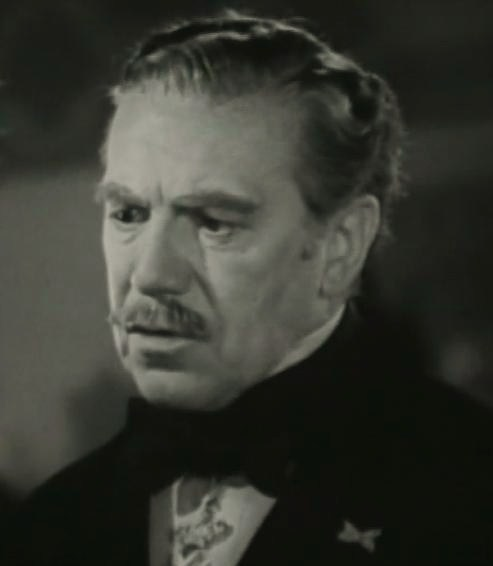
Fotograma de l'actor a "The Son of Monte Cristo" (1940)

Va néixer a Portsmouth fill de Henry Love tot i que algunes referències situen el seu naixement a Calcuta. Va estudiar a Cambridge i després començà a treballar com a il·lustrador de diaris a Londres. Els seus dibuixos sobre temes bèl·lics o esportius van tenir bastant èxit. El 1908 es va casar amb Gertrude Love de qui es divorciaria el 1928. Després va redirigir la seva carrera cap a l’actuació, primer en el món del teatre on va actuar en la companyia de Cyril Maude, amb la que el 1913 va viatjar als Estats Units. Allà va actuar amb productors de renom com William A. Brady o els germans Shubert. Estant a Nova York va acceptar un contracte amb la World Film Corporation de Fort Lee i més tard es va traslladar a Los Angeles on es va especialitzar en papers de malvat. Seria per exemple el rival de Rodolfo Valentino a The Son of the Sheik (1926) i de John Barrymore a Don Juan (1926), l’assetjador a The Wind o el centurió romà a The King of Kings (1927) de Cecil B. DeMille. El 1929 es va casar per segona vegada amb Marjorie Hollies. Amb el sonor, els papers cada cop foren menors, però es poden destacar per exemple el seu paper d'Enric VIII a The Prince and the Pauper (1937), el bisbe en Les aventures de Robin Hood (1938) o el pare del protagonista a The Mark of Zorro (1940). Mai va deixar el teatre completament i de tant en tant retornaria a Broadway. Morí el 17 de maig de 1943 als 66 anys abans de l'estrena de la seva darrera pel·lícula.

## Filmografia
- The Suicide Club (1914)
- Hearts in Exile (1915)
- The Face in the Moonlight (1915)
- Sunday (1915)
- A Royal Family (1915)
- The Greater Will (1915)
- The Devil's Toy (1916)
- A Woman's Way (1916)
- Husband and Wife (1916)
- Friday the 13th (1916)
- The Gilded Cage (1916)
- The Hidden Scar (1916)
- The Scarlet Oath (1916)
- Bought and Paid For (1916)
- The Men She Married (1916)
- The Challenge (1916)
- The Dancer's Peril (1917)
- Forget-Me-Not (1917)
- Yankee Pluck (1917)
- The Brand of Satan (1917)
- The Guardian (1917)
- Rasputin, the Black Monk (1917)
- The Dormant Power (1917)
- The Awakening (1917)
- The Volunteer (1917, cameo)
- The Good for Nothing (1917)
- Broken Ties (1918)
- Stolen Orders (1918)
- The Cabaret (1918)
- Vengeance (1918)
- The Grouch (1918)
- The Cross Bearer (1918)
- To Him That Hath (1918)
- The Rough Neck (1919)
- The Hand Invisible (1919)
- The Quickening Flame (1919)
- Three Green Eyes (1919)
- Through the Toils (1919)
- A Broadway Saint (1919)
- The Steel King (1919)
- She's Everywhere (1919)
- Man's Plaything (1920)
- The World and His Wife (1920)
- The Riddle: Woman (1920)
- The Wrong Woman (1920)
- The Place of the Honeymoons (1920)
- Shams of Society (1921)
- The Case of Becky (1921)
- Forever (1921)
- Love's Redemption (1921)
- The Beauty Shop (1922)
- What's Wrong with the Women? (1922)
- Secrets of Paris (1922)
- The Darling of the Rich (1922)
- The Leopardess (1923)
- Little Old New York (1923)
- The Eternal City (1923)
- Restless Wives (1924)
- Week End Husbands (1924)
- Roulette (1924)
- A Son of the Sahara (1924)
- Love of Women (1924)
- Who's Cheating? (1924)
- Sinners in Heaven (1924)
- The Ancient Highway (1925)
- The Desert's Price (1925)
- The Mad Marriage (1925)
- Hands Up! (1926)
- Brooding Eyes (1926)
- Out of the Storm (1926)
- The Social Highwayman (1926)
- The Son of the Sheik (1926)
- Don Juan (1926)
- The Silent Lover (1926)
- The Haunted Ship (1927)
- The King of Kings (1927)
- The Tender Hour (1927)
- Tovarich (1927)
- Rose of the Golden West (1927)
- Jesse James (1927)
- Good Time Charley (1927)
- The Haunted Ship (1927)
- The Noose (1928)
- The Devil's Skipper (1928)
- The Wind (1928)
- The Haunted House (1928)
- The Last Warning (1929)
- Synthetic Sin (1929)
- Silks and Saddles (1929)
- The Divine Lady (1929)
- The Voice Within (1929)
- Bulldog Drummond (1929)
- Midstream (1929)
- Charming Sinners (1929)
- A Most Immoral Lady (1929)
- The Mysterious Island (1929)
- Love Comes Along (1930)
- Outward Bound (1930)
- The Cat Creeps (1930)
- Oh! Oh! Cleopatra (1931)
- The Man Who Broke the Bank at Monte Carlo (1935)
- The Country Doctor (1936)
- Kismet (1930)
- His Double Life (1933)
- Limehouse Blues (1934)
- The Crusades (1935)
- Sing, Baby, Sing (1936)
- Champagne Charlie (1936)
- Parnell (1937)
- Tovarich (1937)
- The Prince and the Pauper (1937)
- London by Night (1937)
- Adventure's End (1937)
- The Prisoner of Zenda (1937)
- Senyoreta en desgràcia (A Damsel in Distress) (1937)
- Les aventures de Robin Hood (The Adventures of Robin Hood) (1938)
- The Buccaneer (1938)
- Gunga Din (1939)
- L'home de la màscara de ferro (The Man in the Iron Mask) (1939)
- We Are Not Alone (1939)
- El pas del nord-oest (Northwest Passage) (1940)
- ll This, and Heaven Too (1940)
- The Mark of Zorro (1940)
- El fill de Monte Cristo (The Son of Monte Cristo) (1940)
- North West Mounted Police (1940)
- El falcó del mar (he Sea Hawk) (1940)
- The Devil and Miss Jones (1941)
- Lady for a Night (1942)
- Forever and a Day (1943)
- The Constant Nymph (1943)